# Hubase-i
株式会社ヒューベースi（ヒューベース アイ、英字商号：Hubase-i,Inc.）は、デジタルコンテンツ制作事業を展開している東京都の企業。代表者は吉原大二。

## 会社名の由来
Human + Base + Information

## 主たる事業
モバイルコンテンツ・スマートフォンアプリの企画・制作・国内及び海外展開。東京都目黒区に所在。

## 沿革
- 1991年3月　創業
- 2002年4月　モバイルコンテンツ事業開始
- 2004年6月　モバイルコンテンツ事業中国進出
- 2006年3月　Flash作成ソリューション「Flaon」提供開始
- 2006年7月　Flaon機能搭載SNS「代官山JAM」運営開始
- 2006年10月　iモード公式サイト「懸賞パズルメイト」オープン
- 2006年10月　電子カタログソリューション「VR iBooks」提供開始
- 2009年10月　「きせかえstation」提供開始
- 2011年5月　ライブ壁紙（LiveWallPaper）合成／制作サービス「ライブ壁紙studio」提供開始
- 2013年3月　本社を目黒区に移転